# Le Journal de Marguerite
Le Journal de Marguerite est un roman publié sous la forme d'un journal intime par la Française Victorine Monniot (1824-1880) en 1858. Il traite du voyage que fit une petite fille d'une dizaine d'années à la suite de la nomination de son père au poste de gouverneur de Pondichéry, une partie importante de la relation ayant lieu à l'île Bourbon, aujourd'hui La Réunion.
Œuvre très autobiographique, elle est pétrie d'une morale chrétienne qui fait son succès dans les institutions d'enseignement religieux et les couvents français jusqu'au début du XXe siècle. Elle connaît à ce titre de très nombreuses rééditions.
Elle popularise le personnage de Marguerite Guyon, qui réapparaît ensuite à plusieurs reprises dans l'œuvre de l'auteur, et notamment dans la suite du Journal de Marguerite. Elle est une petite fille pieuse se préparant à la première communion et que la vie confronte à la mort et à la séparation dans le cadre d'un voyage en direction de Pondichéry qui s'arrête à l'île Bourbon, aujourd'hui La Réunion. Elle réapparaît ensuite dans Marguerite a vingt ans, une suite qui retrace son histoire d'amour avec le personnage d'Albéric de Laval. Plus tard, on la retrouve encore dans Les Filles de Madame Rosély, œuvre tardive de l'auteur.
Le personnage est presque entièrement autobiographique, Victorine Monniot ayant elle-même effectué un séjour à Bourbon dans sa jeunesse. Néanmoins, le prénom de la jeune héroïne fut changé pour ne pas compromettre la famille et ne pas lui donner l'impression de donner au public des informations trop intimes à son sujet. Le prénom de Marguerite viendrait de celui de la fille de l'amiral Armand Joseph Bruat, connaissance dont l'auteur se servit pour donner de l'épaisseur au personnage du père de Marguerite, le sien étant mort plusieurs années avant son voyage à Bourbon.